# Wilder Penfield

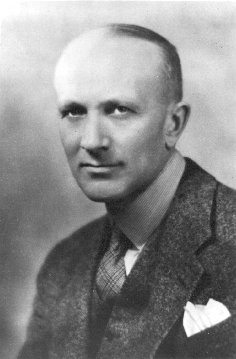
Wilder Penfield, 1934

Wilder Graves Penfield, OM, CC, CMG, FRS (* 26. Januar 1891 in Spokane, Washington, USA; † 5. April 1976 in Montreal, Kanada) war ein kanadischer Neurochirurg. Er war ein Schüler von Charles Sherrington.

## Leben

### Familiärer Hintergrund
Wilder Penfield war der Sohn des Arztes Charles Samuel Penfield und der Jean Jefferson. Auch sein Großvater war Arzt. Er hatte einen älteren Bruder und eine ältere Schwester. Sein Vater besaß eine Praxis, die aber einging, worauf seine Mutter mit ihm und seinen Geschwistern zu ihren Eltern nach Hudson (Wisconsin) zog. 1917 heiratete er Helen Katherine Kermott, mit der er vier Kinder bekam: Wilder Graves Jr. (1918–1988), Ruth Mary (später Lewis; 1919–1999), Priscilla (später Chester; 1926–2014) und Amos Jefferson (1927–2011).

### Ausbildung

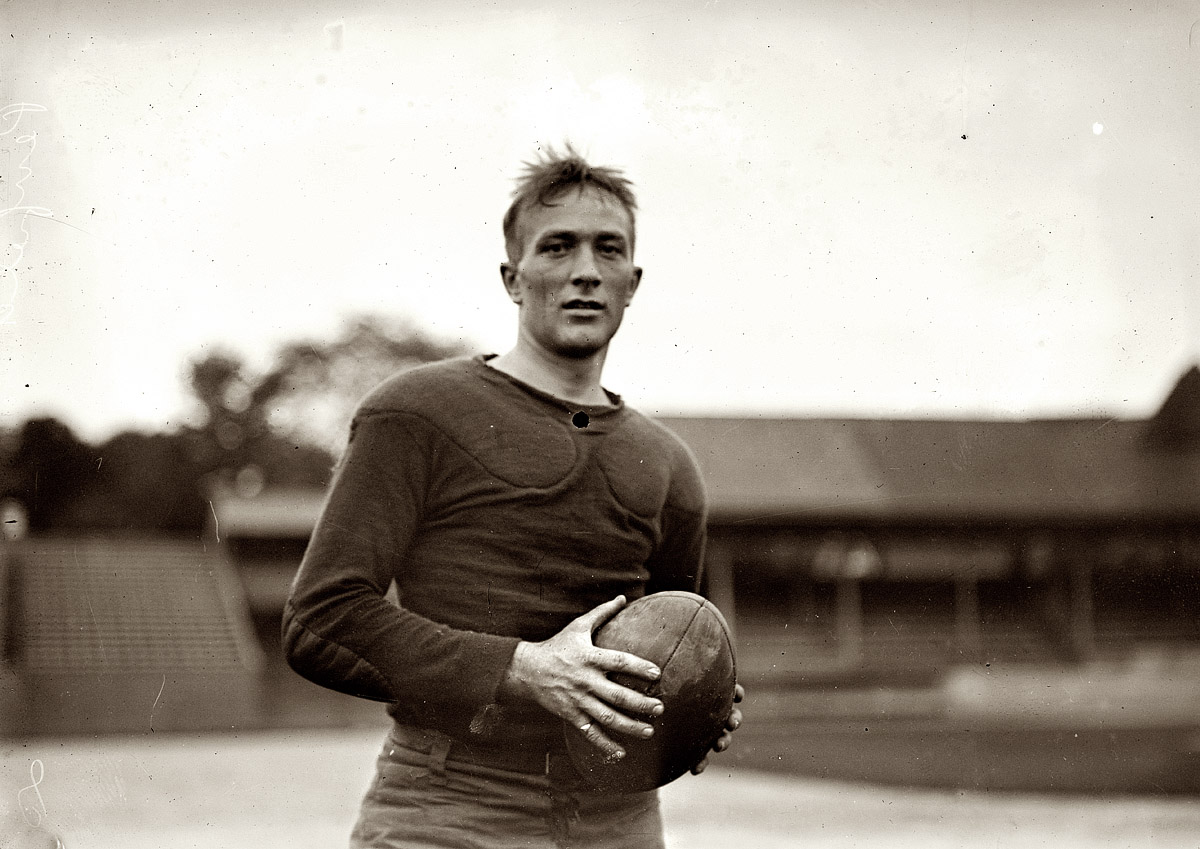
Wilder Penfield 1911 in Princeton

Er studierte an der Princeton University, wo er sich im Ringen und American Football hervortat, mit dem Abschluss 1913. Ab 1914 studierte er als Rhodes Scholar in Oxford am Merton College (und trainierte zwischendurch nach Ende seines Studiums um Geld zu verdienen das Princeton Football Team). Er studierte dort bei Charles Scott Sherrington, der sein Interesse für Neurologie weckte, und dem kanadischen Regius Professor of Medicine, William Osler, in dessen Haus er sich erholte, nachdem sein Schiff (er wollte Dienst in einem Hospital des Roten Kreuzes in Frankreich leisten), die britische Kanalfähre Sussex, im Ärmelkanal 1916 Opfer eines deutschen U-Boot-Angriffs wurde und sank. Er setzte sein Studium an der Johns Hopkins University fort, wo er 1918 seinen M.D. Abschluss machte. Danach begann er seine Facharztausbildung bei dem Neurochirurgen Harvey Cushing als Intern am Peter Bent Brigham Hospital in Boston. Danach kehrte er noch einmal für ein Jahr nach Oxford zu Sherrington zurück und forschte danach ein Jahr in London am National Hospital for Neurology and Neurosurgery, Queen Square, auf dem Gebiet der Neurologie. Er war auch zu Studienaufenthalten in Spanien und Deutschland (u. a. bei Otfrid Foerster).

### Tätigkeit
1921 kehrte er in die USA zurück, schlug ein lukratives Angebot als Chirurg im Henry Ford Hospital in Detroit aus, um weiter neben seiner chirurgischen Tätigkeit zu forschen, und ging ans Presbyterian Hospital der Columbia University, wo er bei dem Chirurgen Allen O. Whipple lernte und seine ersten Epilepsie-Operationen durchführte.
1928 ging er auf Einladung von Vincent Meredith (einem Philanthropen und Gründer der Bank of Montreal) an die McGill University in Montreal mit dem Ziel ein eigenes Institut zu gründen, in dem Neurochirurgen, Neurologen und Pathologen zusammenarbeiten und forschen konnten, was ihm in New York wegen des Widerstands der New Yorker Neurologen nicht gelungen war. Gleichzeitig war er der erste Neurochirurg in Montreal am Royal Victoria Hospital. 1934 konnte er mit Mitteln der Rockefeller-Stiftung das Montreal Neurological Institute gründen. 1954 ging er als Professor in den Ruhestand, blieb aber weiter bis 1960 Direktor des Instituts. Außerdem hielt er weltweit Vorträge und Vorlesungen.

## Werk
Penfield operierte in 30 Jahren als Neurochirurg etwa 750 Epilepsie-Patienten, zunächst oft ohne Erfolg: „Gehirnchirurg ist ein schrecklicher Beruf“.
Oft hatte er bei seinen Operationen das offene Gehirn von Patienten vor sich. Bei schwacher, elektrischer Stimulation mit einer dünnen Nadel bemerkte er, dass die Patienten keinerlei Schmerz empfinden, aber komplexe Sinneseindrücke, wie Träume oder Halluzinationen haben. Auch konnten an bestimmten Stellen spontane Bewegungen provoziert werden. Sprache konnte gestört oder beeinflusst werden. Komplexe, visuelle Sinneseindrücke wurden erzeugt. Die Patienten bildeten sich ein, etwas zu sehen oder zu hören. Sie erinnerten sich an längst Vergessenes.
1937 zeigte ihm Herbert Jasper einen selbstgebauten Elektroencephalograph. Zusammen mit Jasper entwickelte er eine Methode, Epilepsie-Herde zuverlässiger zu orten (Montreal-Methode).
Penfield setzte sich das Ziel, systematisch die verschiedenen Hirnregionen zu untersuchen, um Gesetzmäßigkeiten in der Zuordnung von Regionen zu Funktionen zu erkennen. Über Jahre hatte er zunächst keinen Erfolg. Zu abrupt änderte sich von einem Zehntelmillimeter zum nächsten die Wirkung der Stimulation. Erst an der Zentralfurche (Sulcus centralis) wurde er fündig. Auf der einen Seite ließen sich Muskelkontraktionen auslösen, auf der anderen Seite Sinneswahrnehmungen derselben Körperpartien erzeugen.

Projektion auf den motorischen/sensorischen Cortex

Bekannt wurde seine Zeichnung der Körperprojektionen im Größenverhältnis ihrer Projektionsfelder, dem Homunculus.
Nach seiner Emeritierung begann er Romane zu schreiben, zuerst No other Gods, einer neuen Version des Romans Story of Sari seiner 1935 verstorbenen Mutter, in dem es um ein biblisches Thema ging. 1960 erschien sein Hippokrates-Roman The Torch und 1963 seine Essay Sammlung The second career. 1967 erschien The Difficult Art of Giving über Alan Gregg, den Leiter der Medizin in der Rockefeller-Stiftung, der seinerzeit sein Institut finanziert hatte, und Man and his family über Erziehung in der Familie – er war Präsident des Vanier Institute of Family des General-Gouverneurs von Kanada Georges Vanier und dessen Frau Pauline Vanier. Er widmete sich auch philosophischen Fragen, so dem Sitz des Bewusstseins oder dem Unterschied zwischen Hirn und Maschine und schrieb darüber ein populärwissenschaftliches Buch.

## Ehrungen
Zu Lebzeiten wurde er als „der größte lebende Kanadier“ bezeichnet. 1952 erhielt er die höchste Auszeichnung des britischen Königreiches, The Order of Merit (der Orden wird nur an 24 lebende Personen verliehen).
1960 erhielt er die Lister-Medaille und den ersten Royal Bank Centennial Award. 1966 wurde ihm die Otfrid-Foerster-Medaille und 1975 der Lennox-Award der US-amerikanischen Epilepsiegesellschaft (American Epilepsy Society; AES) verliehen. Er war Fellow der Royal Society und mehrfacher Ehrendoktor (unter anderem McGill, Princeton, Oxford, Montreal). Er war Ritter der französischen Ehrenlegion, Companion of the Order of Canada (1967) und er erhielt 1948 die Medal of Freedom. 1950 wurde er Mitglied der American Academy of Arts and Sciences, 1953 der National Academy of Sciences.
1994 wurde er postum in die Canadian Medical Hall of Fame aufgenommen.
Nach ihm ist das Penfield-Syndrom benannt, eine heute nicht mehr gebräuchliche Bezeichnung.
Auch nach ihm benannt ist die Familie gleichnamiger, länglicher Instrumente in der Neurochirurgie.

## Trivia
Vor ihm hatten nur Gustav Theodor Fritsch und Eduard Hitzig sowie David Ferrier Stimulationsexperimente an Tieren vorgenommen. Ein anderer Wissenschaftler, José Manuel Rodriguez Delgado (1915–2011), der ähnlich spektakuläre Experimente vornahm, geriet dagegen in Vergessenheit.

## Veröffentlichungen (Auswahl)
- als Herausgeber: Cytology and pathology of the nervous system. 3 Bände. P.B. Hoeber, New York 1932.
- mit W. Cone: Spina bifida and cranium bifidum. Results of plastic repair of meningocele and myelomeningocele by a new method. In: JAMA. Band 98, 1932, S. 454 ff.
- mit Theodore C. Erickson: Epilepsy and Cerebral Localization: A Study of the Mechanism, Treatment and Prevention of Epileptic Seizures. Charles C. Thomas, Baltimore/Springfield 1941.
- mit Theodore Rasmussen: The Cerebral Cortex of Man. A Clinical Study of Localization of Function. The Macmillan Comp., New York 1950; Hafner, New York 1968.
- mit Kristian Kristiansen: Epileptic seizure patterns; a study of the localizing value of initial phenomena in focal cortical seizures. Thomas, Springfield, Illinois 1951.
- mit Herbert Jasper: Epilepsy and the Functional Anatomy of the Human Brain. Little, Brown, Boston 1951.
- No other gods. Little, Brown and Company, 1954.
- Second Career. With other essays and addresses. Little, Brown and Company, 1963.
- The difficult art of giving. The epic of Alan Gregg. Little, Brown and Company, 1967.
- mit Lamar Roberts: Speech and brain mechanisms. Princeton University Press, 1959.
- The Torch. Little, Brown and Company, 1960.
- Man and his family. Toronto 1967.
- The Mystery of the Mind: a critical study of consciousness and the human brain. Princeton University Press, 1975. (populärwissenschaftliches Buch über Gehirnforschung)
- No man alone. A surgeon´s life. Little, Brown and Company, 1977. (Autobiographie).

## Zitate
Auf die eine oder andere Art ist die Frage nach der Natur des Geistes ein elementares Problem, vielleicht das schwierigste und bedeutendste aller Probleme. Ich habe mein ganzes Leben als Wissenschaftler damit verbracht, zu erforschen, wie das Gehirn das Bewusstsein steuert. Nun muss ich in dieser abschließenden Zusammenfassung meiner Ergebnisse überrascht feststellen, dass die Hypothese des Dualismus (der Geist existiert getrennt vom Gehirn) die vernünftigere Erklärung ist. – Wilder Penfield: The Mystery of the Mind: A Critical Study of Consciousness and the Human Brain. Princeton University Press, 1975.